# Joint Strike Missile
El Joint Strike Missile (JSM) es un misil de crucero multipropósito lanzado desde el aire desarrollado por la empresa noruega Kongsberg Defense & Aerospace y la empresa estadounidense Raytheon Missiles & Defense. El JSM se deriva del Naval Strike Missile.

## Desarrollo
Un desarrollo del Naval Strike Missile (NSM, misil de ataque naval), el Joint Strike Missile (JSM, misil de ataque conjunto), contará con una opción de ataque terrestre y una línea de comunicaciones bidireccional, de modo que el misil pueda comunicarse con la sala de control central u otros misiles en el aire. Este misil se integrará con el Lockheed Martin F-35 Lightning II. Los estudios han demostrado que el F-35 podría transportar dos de estos misiles en sus bahías internas, mientras que cuatro misiles adicionales podrían transportarse externamente.
Lockheed Martin y Kongsberg firmaron un acuerdo de comercialización conjunta para esta versión del NSM lanzada desde el aire, así como un acuerdo que compromete a ambas partes a integrar el JSM en la plataforma F-35. El proyecto está financiado por Noruega y Australia.Kongsberg firmó un contrato para la primera fase de desarrollo del JSM en abril de 2009, cuya finalización está prevista en 18 meses. El JSM tendrá computadoras multinúcleo que ejecutarán el sistema operativo en tiempo real Integrity de Green Hills Software.
Las características mejoradas del Joint Strike Missile incluyen:
- Ojiva más grande.[6]
- Forma cambiada para encajar en la bahía interna del F-35[7]
- Capacidad para atacar objetivos terrestres y marítimos.
- Plataforma de lanzamiento aéreo (F-35)
- Alcance mejorado sobre NSM, las estimaciones incluyen perfiles de vuelo de 150 nmi (170 mi; 280 km)[7] a >100 nmi bajo-bajo o > 300 nmi (350 mi; 560 km) alto-bajo[8]
- A largo plazo, la producción comenzará en 2023[9]

En noviembre de 2015, un F-16 Fighting Falcon completó con éxito las pruebas con fuego real del JSM en el campo de pruebas y entrenamiento de Utah.

### Otras variantes
Kongsberg estaba estudiando métodos para desplegar el JSM desde los submarinos de Noruega, y descubrió que darle forma al misil para que encajara en la bahía de bombas confinada del F-35 también le permitía encajar en el sistema de lanzamiento vertical Mark 41. Un VL-JSM también podría competir con el Lockheed LRASM por el OASuW Increment 2 de la Marina de los EE. UU. para un misil antibuque lanzado desde barcos. El 15 de julio de 2014, Kongsberg y Raytheon anunciaron que habían formado un acuerdo de equipo para ofrecer el JSM a la Armada de los Estados Unidos para su requisito de Guerra Ofensiva Antisuperficie (OASuW); Raytheon produciría JSM para el mercado americano. La Armada planea comenzar una competencia para el requisito OASuW en 2017, que probablemente enfrentará al Kongsberg/Raytheon JSM contra el AGM-158C LRASM de Lockheed Martin. 